# مایر (مینه‌سوتا)
مایر، مینه‌سوتا (به انگلیسی: Mayer, Minnesota) یک شهر در ایالات متحده آمریکا است که در شهرستان کارور، مینه‌سوتا واقع شده‌است.

## خصوصیات
مایر ۳٫۶۸ کیلومترمربع مساحت و ۱٬۷۴۹ نفر جمعیت دارد و ۲۹۳ متر بالاتر از سطح دریا واقع شده‌است.